# Solvane
Solvane (bürgerlich: David Kreutzer) ist ein deutscher DJ, Musikproduzent. und Labelbetreiber. 

## Geschichte
David Kreutzer wurde in Tettnang geboren, ist aber in den 2000er Jahren dem Ruf des Technos nach Berlin gefolgt und gilt als Vertreter des Melodic-Techno-Genres. 
Seine Karriere begann 2012 mit Auftritten in Berlin und der Single Jablonoi. Mit weltweiten Festival- (Fusion, Burning Man USA) und Clubauftritten (Space Club Ibiza, Circus Tokyo, The Egg London) konnte er sich in der elektronischen Szene einen Namen machen. Auch seine eigenen Veröffentlichungen auf den Labels Stil vor Talent und Katermukke waren erfolgreich. Sie wurden alleine oder in Zusammenarbeit mit Künstlern wie Daniele Di Martino und Prismode erzeugt.
Als Remixer lieferte er Neubearbeitungen für Künstler wie Booka Shade, Dapayk, Niconé, Einmusik und Giorgia Angiuli. Geremixed wurde Solvane von Künstlern wie Monkey Safari, Digitalism, Super Flu und Hidden Empire.
Solvane ist Resident-DJ beim Techno-Club Ritter Butzke in Berlin-Kreuzberg. Seit 2020 ist er der Chef des Labels Ritter Butzke Records. 
Solvane moderiert eine wöchentliche Radiosendung bei Fritz vom RBB. Neben der samstäglichen Radioausstrahlung ist die Sendung auch in der ARD Audiothek abrufbar. In dieser Radiosendung unterhält er sich jede Woche mit einem anderen Gast. Zu Gast waren in seiner Sendung schon Oliver Koletzki, Boys Noize, Modeselektor, Digitalism uvm.

## Diskographie (Auswahl)
- 2013: Jablonoi (Pink-Pong Records)
- 2014: Beside (Kallias)
- 2014: Run On The House (Kallias)
- 2015: Doldon (Indiana Tones)
- 2016: Ophelias Organ (Ritter Butzke Records)
- 2017: Daarp (The Plot Music)
- 2017: Reality (Light My Fire)
- 2017: Simas Sitar (Stil vor Talent)
- 2018: Octopus (Stil vor Talent)
- 2019: Alesis (Stil vor Talent)
- 2019: Mole (Ritter Butzke Records)
- 2019: Gaia (3000 Grad)
- 2020: Falar (Ritter Butzke Records)
- 2021: Bala (Ritter Butzke Records)
- 2021: Never Follow (Katermukke)
- 2022: The Signature (Katermukke)